# 馬拉亞羅米爾卡
49°6′2″N 26°30′9″E / 49.10056°N 26.50250°E
小亞羅米爾卡（烏克蘭語：Мала Яромирка）是位於烏克蘭西部的村莊，由赫梅利尼茨基州裡赫梅利尼茨基區的霍羅多克市鎮負責管轄。該村始建於1493年，面積1.34平方公里，海拔高度300米，2001年人口425，人口密度每平方公里317.16人。